# Megalopta vigilans
Megalopta vigilans là một loài Hymenoptera trong họ Halictidae. Loài này được Cockerell mô tả khoa học năm 1923.